# Shahidul Yousuf Sohel
Shahidul Yousuf Sohel là một cầu thủ bóng đá người Bangladesh hiện tại thi đấu ở vị trí  Thủ môn cho Abahani Limited ở Giải bóng đá ngoại hạng Bangladesh.

## Thống kê sự nghiệp

### Quốc tế
Tính đến 29 tháng 8 năm 2015
| Đội tuyển quốc gia Bangladesh | Đội tuyển quốc gia Bangladesh | Đội tuyển quốc gia Bangladesh |
| Số trận                       | Số trận sạch lưới             | Cản phá phạt đền              |
| ----------------------------- | ----------------------------- | ----------------------------- |
| 17                            | 5                             | 1                             |